# Tom Murray
Tom Murray (Blenheim, 5 de abril de 1994) é um remador neozelandês, campeão olímpico.

## Carreira
Murray conquistou a medalha de ouro nos Jogos Olímpicos de Verão de 2020 em Tóquio com a equipe da Nova Zelândia no oito com masculino, ao lado de Tom Mackintosh, Hamish Bond, Michael Brake, Dan Williamson, Phillip Wilson, Shaun Kirkham, Matt Macdonald e Sam Bosworth, com o tempo de 5:24.64. Nos Jogos Olímpicos de Verão de 2024, em Paris, conquistou a medalha de prata na competição de quatro sem masculino, ao lado de Macdonald, Oliver Maclean e Logan Ullrich com o tempo de 5:49.88.